# Jinxter
Jinxter is een computerspel dat werd ontwikkeld door Magnetic Scrolls en uitgegeven door Rainbird Software. Het spel kwam in 1987 uit voor de Apple II en de Macintosh. Later volgde ook edities voor andere platforms. Het spel is van het type adventure.

## Platforms
| Jaar | Platform                                                           |
| ---- | ------------------------------------------------------------------ |
| 1987 | Amiga, Amstrad PCW, Apple II, Macintosh                            |
| 1988 | Amstrad CPC, Atari 8-bit, Atari ST, Commodore 64, DOS, ZX Spectrum |
| 1989 | Acorn 32-bit                                                       |

## Ontvangst
| Beoordeeld door                       | Platform     | Datum         | Score |
| ------------------------------------- | ------------ | ------------- | ----- |
| ACE (Advanced Computer Entertainment) | Atari ST     | februari 1988 | 92%   |
| Crash!                                | ZX Spectrum  | april 1988    | 92%   |
| Power Play                            | Atari ST     | 1987          | 90%   |
| Your Sinclair                         | ZX Spectrum  | juni 1988     | 90%   |
| CU Amiga                              | Amiga        | januari 1988  | 90%   |
| Happy Computer                        | Atari ST     | december 1987 | 86%   |
| Power Play                            | Commodore 64 | maart 1988    | 80%   |